# Zygmunt Zimowski

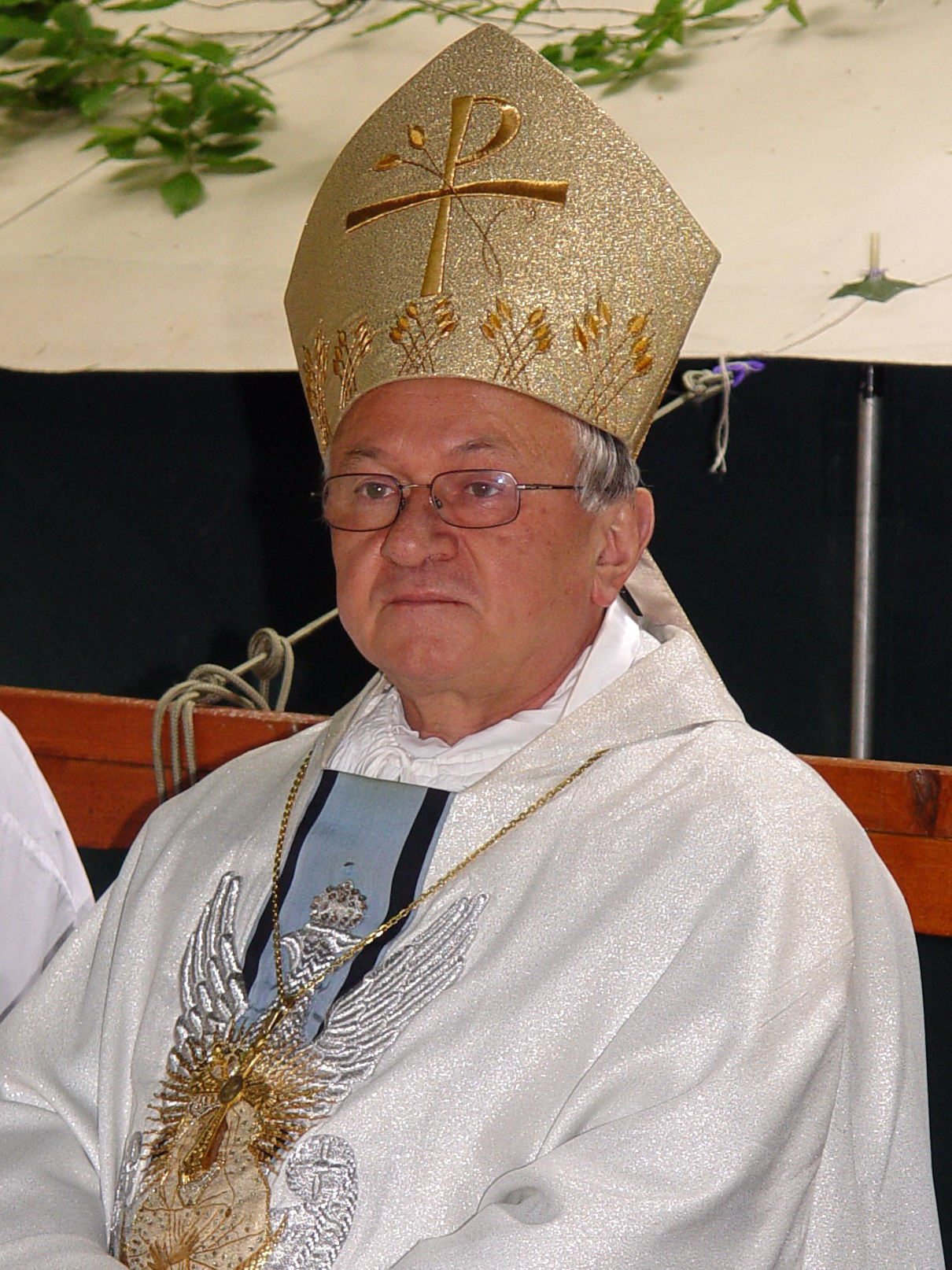
Erzbischof Zygmunt Zimowski (2008)

Zygmunt Zimowski (* 7. April 1949 in Kupienin, Polen; † 12. Juli 2016 in Dąbrowa Tarnowska) war ein Kurienerzbischof der römisch-katholischen Kirche.

## Leben
Zygmunt Zimowski trat 1967 in das Priesterseminar des Bistums Tarnów ein und empfing am 27. Mai 1973 durch den Bischof von Tarnów, Jerzy Karol Ablewicz, die Priesterweihe. Anschließend war er Vikar in Stary Sącz. Zimowski studierte von 1975 bis 1978 an der Katholischen Universität Lublin und erwarb ein Lizenziat im Fach Dogmatik. Von 1978 bis 1982 studierte er an der Leopold-Franzens-Universität in Innsbruck. Zimowski wurde 1982 bei Professor Raymund Schwager mit einer dogmatischen Dissertation mit dem Titel „Der Einfluss der Konzilsväter des Ostens und der orthodoxen Beobachter auf die Theologie von «Lumen Gentium»“ zum Doktor der Theologie promoviert.
Am 1. Februar 1983 trat Zygmunt Zimowski in den Dienst der Kongregation für die Glaubenslehre. Am 14. April 1988 ernannte ihn Papst Johannes Paul II. zum Päpstlichen Ehrenkaplan und 10. Juli 1999 zum Päpstlichen Ehrenprälaten. Zimowski war Postulator der Selig- bzw. Heiligsprechungsprozesse von Karolina Kózka, Roman Sitko und Maria Julitta Ritz. Zudem arbeitete Zygmunt Zimowski am Katechismus der Katholischen Kirche in Polnischer Sprache mit und war in der polnischen Abteilung von Radio Vatikan tätig. Außerdem unterrichtete er in dieser Zeit Ekklesiologie an der Katholischen Universität Lublin und an der Kardinal-Stefan-Wyszyński-Universität in Warschau.
Am 28. März 2002 ernannte ihn Papst Johannes Paul II. zum Bischof von Radom. Die Bischofsweihe spendete ihm am 25. Mai 2002 der damalige Präfekt der Kongregation für die Glaubenslehre und spätere Papst Benedikt XVI., Joseph Kardinal Ratzinger; Mitkonsekratoren waren der Apostolische Nuntius in Polen, Erzbischof Józef Kowalczyk, und der ehemalige Bischof von Radom, Edward Henryk Materski. Zygmunt Zimowski wählte sich den Wahlspruch Non ministrari sed ministrare! („Nicht dienen lassen, sondern dienen!“), der dem Evangelium nach Matthäus (Mt 20,28 ) entstammt. In der Polnischen Bischofskonferenz war Zimowski Präsident der Kommission für die Glaubenslehre. Zudem war er Mitglied des Ständigen Rates der Polnischen Bischofskonferenz und Mitglied der Kommission für Ökumene. Außerdem war Zygmunt Zimowski Delegierter für die Seelsorge der Migranten in Polen.
Am 18. April 2009 ernannte ihn Papst Benedikt XVI. zum Präsidenten des Päpstlichen Rates für die Pastoral im Krankendienst und verlieh ihm den persönlichen Titel eines Erzbischofs.
Der 21. Welttag der Kranken wurde von ihm 2013 in Deutschland ausgerichtet. Zu der begleitenden Tagung „Dem Gutes tun, der leidet“ am 7./8. Februar 2013 an der Katholischen Universität Eichstätt-Ingolstadt erschien ein Buch mit dem programmatischen Titel „Dem Gutes tun, der leidet. Hilfe kranker Menschen – interdisziplinär betrachtet“ (Springer-Verlag; ISBN 978-3-662-44279-1).
2015 wurde bekannt, dass Zimowski an Bauchspeicheldrüsenkrebs erkrankt sei. Dieser Krankheit erlag er im Juli 2016 im Alter von 67 Jahren.

## Auszeichnungen
2008: Ehrendoktorwürde der Christlich-Theologischen Akademie in Warschau

## Mitgliedschaften
- Kongregation für die Bischöfe (bestätigt 2013)